# Franziska Harsch
Franziska Dorothee Harsch (* 6. Juli 1997 in Birkach (Stuttgart)) ist eine deutsche Fußballspielerin.

## Karriere

### Verein
Harsch wechselte im Juli 2012 zur U17 des damaligen Zweitligisten TSG 1899 Hoffenheim, mit der sie in der neugeschaffenen B-Juniorinnen-Bundesliga antrat. Zur Saison 2013/14 rückte sie in die zweite Hoffenheimer Mannschaft auf und erreichte mit dieser am Saisonende den erstmaligen Aufstieg in die 2. Bundesliga. Ihr Debüt in der ersten Hoffenheimer Mannschaft in der Frauen-Bundesliga gab Harsch am 16. November 2014 bei einer 1:7-Heimniederlage gegen den 1. FFC Frankfurt als Einwechselspielerin.

### Nationalmannschaft
Harsch absolvierte im April 2013 für die U16-Nationalmannschaft zwei Länderspiele gegen die Auswahl Dänemarks. 2014 gehörte sie zum deutschen Kader für die U17-Weltmeisterschaft in Costa Rica, blieb beim Turnier, bei dem Deutschland nach der Vorrunde ausschied, jedoch ohne Einsatz.

## Erfolge
- 2014: Aufstieg in die 2. Fußball-Bundesliga (TSG 1899 Hoffenheim II)